# Саламина (Кипар)
Саламис или Саламина је антички град на источној обали Кипра, 6 километара северно од данашњег града Фамагусте.

## Историја
Најранији археолошки налази су из 11. века п. н. е. (касно бронзано доба). Руда бакра, која се налазила на Кипру учинила је Кипар значајним на трговачким путевима. Град Саламис спомиње се у асиријским натписима, као једна од краљевина на Кипру. Асиријска војска је 877. п. н. е. први пут дошла до Медитерана. Градови-краљевине на Кипру су 708. п. н. е. одали почаст Саргону II, краљу Асирије. Први новчићи су ковани у 6. веку п. н. е. према персијским прототиповима.
Кипар је био под контролом Асирије, али градови-државе су уживали релативну независност док год су плаћали данак асиријском краљу. То је омогућило краљевима различитих кипарских градова да нагомилају довољно богатства.
Митски оснивач Саламиса је Теусер, син Теламона, који се није могао вратити из Тројанског рата, јер није осветио свога брата Ајанта. 
Код Саламиса се 450. п. н. е. одиграла Битка код Саламине на Кипру између Атине и Персије. (Та битка се не смије заменити са битком код Саламине 480. п. н. е. у Грчкој).
Историју Саламиса у ахајском и класичном периоду изнио је Херодот и Исократ. Саламис је био главни град Кипра и предводио је остале градове у покушају да се ослободе персијске власти. Најпознатији владар Саламиса је био Евагора (410-374. п. н. е.), који је постао владар целог острва и успео да постигне независност од Персије. Артаксеркс је после тога опседао Саламис. Под краљем Евагором град је напредовао и из тога периода сиу многи споменици грчке културе и уметности.
Након што је Александар Македонски освојио Персију, Птолемеј I Сотер је владао Кипром. Птолемеј је присилио свога гувернера острва да почини самоубиство. На његово место је дошао Птолемејев брат. Саламис је и даље остао главни град. Код Саламиса се 306. п. н. е. одвијала поморска битка између Деметрија Полиоркета и Птолемеја. Демитрије је победио и заузео Кипар.
Када су Римљани преузели острво Саламис је био део римске провинције Киликије, а седиште гувернера је премештено у Пафос. Иако је пафос био главни град Саламис је и даље био јако значајан. Римски цареви Трајан и Хадријан су обновили или изнова изградили јавне грађевине.
Свети Варнава је донео у 1. веку хришћанство на Кипар. Наводно је Варнава проповедао у Александрији и Риму, а каменован је 61. у Саламису. Он се сматра оснивачем кипарске православне цркве.
Неколико потреса уништило је Саламис у 4. веку. Град је поново изграђен као Констанција и постао је седиште бискупа. Град је имао и проблем са упропаштавањем луке, апа је назадовао. Потпуно је напуштен у 7. веку за време арапских инвазија.